# Tectosternum naviculare
Tectosternum naviculare är en skalbaggsart som först beskrevs av Zimmermann 1869.  Tectosternum naviculare ingår i släktet Tectosternum och familjen palpbaggar. Inga underarter finns listade i Catalogue of Life.